# 949년

## 연호
- 후한(後漢) 건우(乾祐) 2년
- 요(遼) 천록(天祿) 3년
- 고려(高麗) 광덕(光德) 원년
- 일본(日本) 덴랴쿠(天暦) 3년
- 남한(南漢) 건화(乾和) 7년
- 후촉(後蜀) 광정(廣政) 12년
- 남당(南唐) 보대(保大) 7년

## 기년
- 후한(後漢) 은제(隱帝) 2년
- 요(遼) 세종(世宗) 3년
- 고려(高麗) 정종(定宗) 4년

## 사건
- 정종이 27세의 나이로 요절함. 서경 천도 계획이 실패로 돌아감.
- 정종의 동생 소가 25세의 나이로 왕위에 오름. 고려 4대 국왕 광종.
- 왕건의 사촌 동생 왕식렴 세상을 떠남.

## 사망
- 고려(高麗) 3대 국왕(國王) 정종(定宗)
- 고려(高麗)의 문신(文臣) 왕식렴(王式廉)